# Jhawarian
Jhawarian (en ourdou : جھاوریاں) est une ville pakistanaise située dans le district de Sargodha, dans la province du Pendjab. C'est la septième plus grande ville du district. Elle est située à environ 30 kilomètres au nord de Sargodha et à proximité de la rivière Jhelum.
La population de la ville a été multipliée par près de trois entre 1972 et 2017 selon les recensements officiels, passant de 11 368 habitants à 33 605. Entre 1998 et 2017, la croissance annuelle moyenne s'affiche à 1,8 %, inférieure à la moyenne nationale de 2,4 %. Selon le recensement de 2023, la population de la ville monte à 36 437 habitants.
|            | 1972 (rec.) | 1981 (rec.) | 1998 (rec.) | 2017 (rec.) | 2023 (rec.) |
| ---------- | ----------- | ----------- | ----------- | ----------- | ----------- |
| Population | 11 368      | 17 643      | 23 790      | 33 605      | 36 437      |